# Koblenzer Elektrizitätswerk und Verkehrs-AG
Die Koblenzer Elektrizitätswerk und Verkehrs-AG (KEVAG) war ein Unternehmen zur Stromversorgung und zum öffentlichen Personennahverkehr im Großraum Koblenz und Westerwald. Beteiligungen besaß das Dienstleistungsunternehmen in den Bereichen regenerative Energien, Verkehr und Telekommunikation. Im Jahr 2014 wurden alle Geschäftsbereiche der KEVAG durch die EVM AG übernommen.

## Unternehmensprofil
Zum Versorgungsgebiet der KEVAG zählten 217 Städte und Gemeinden in den Gebieten Koblenz und Untermosel sowie Teile des Westerwaldes. Sie belieferte rund 200.000 Privat- und Gewerbekunden und zirka 2.200 Geschäftskunden sowie vier Stadtwerksunternehmen mit Strom. Im Jahr 2010 lag der Stromvertrieb im Bereich Privat- und Gewerbekunden bei 759,8 Millionen kWh (28 %) bei Geschäftskunden bei 1.605,6 Millionen kWh (59 %) und den Energieversorgungsunternehmen bei 340,5 Millionen kWh (13 %). [Gesamt 2.705,9 Millionen kWh] Seit 2010 fungierte KEVAG auch als Gasanbieter.
Als Stromerzeuger engagierte sich KEVAG auch im Bereich der regenerativen Energien. Sie besaß zehn Windenergieanlagen sowie eine Beteiligung an der Windpark Westerwald GmbH. Außerdem betrieb das Unternehmen jeweils eine Wasserkraftanlage in Bad Marienberg und Naurot und mehrere Photovoltaikanlagen auf den Dächern seiner Standorte in Koblenz und Hahn am See. Im Bereich Verkehr engagierte sich KEVAG als Subunternehmer und Dienstleister für ihre betriebsführende Tochtergesellschaft KEVAG Verkehrs-Service GmbH (KVS) und mit ihrem Netzservice baute und betrieb KEVAG Strom- und Telekommunikationsnetze für die KEVAG Verteilnetz GmbH, die KEVAG Telekom GmbH und Dritte. In der Elektromobilität betrieb KEVAG den Ausbau der Ladesäuleninfrastruktur im Versorgungsgebiet voran und engagiert sich in Projekten um E-Mobility.

## Beteiligungen
Die KEVAG-Gruppe integrierte zusätzlich weitere Geschäftsbereiche:
- KEVAG Verteilnetz GmbH (KVNetz)
- KEVAG Verkehrs-Service GmbH (KVS)
- Kraftwagen-Verkehr Koblenz GmbH (KVG)
- Naturstrom Rheinland-Pfalz GmbH (NRLP)
- Windpark Westerwald GmbH (WPW)
- KEVAG Telekom GmbH (KTK)
- KEVAG Energiemanagementsystem (EnMS)

## Geschichte

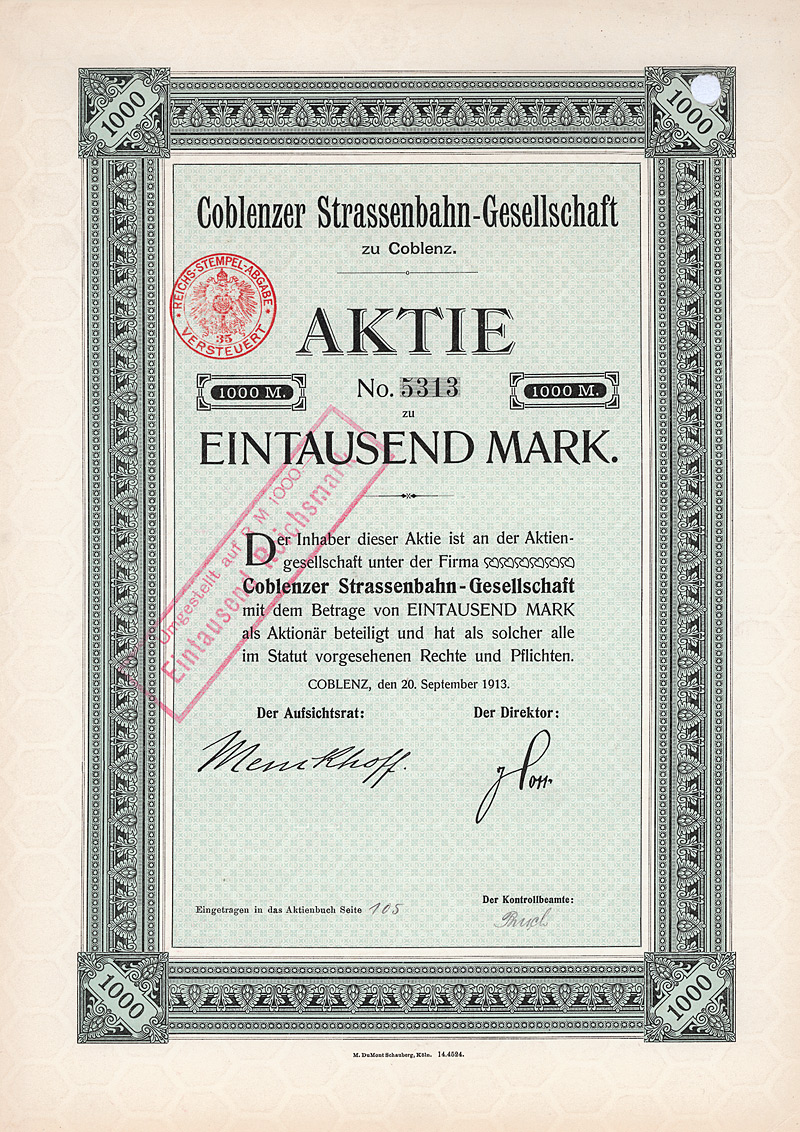
Aktie über 1000 Mark der Coblenzer Straßenbahn-Gesellschaft vom 20. September 1913

Das Unternehmen wurde am 30. September 1886 mit 125.000 Mark Gründungskapital als Coblenzer Straßenbahn-Gesellschaft gegründet. Im Laufe der Zeit entwickelte sich der lokale Pferdebahn-Betrieb zum überregionalen Wirtschaftsunternehmen mit den Geschäftsbereichen Strom und Verkehr sowie Beteiligungen in den Bereichen regenerativer Energien und Breitband-Telekommunikation. Seit dem 22. Juni 1939 firmierte die Gesellschaft unter dem Namen KEVAG, den sie bis zur Auflösung trug.
Auf Grund der starken Entwicklung der Stadt Koblenz im 19. Jahrhundert lag eine Verbesserung des Verkehrs nahe. Koblenz war zu diesem Zeitpunkt Sitz des Oberpräsidiums der Rheinprovinz und des Regierungsbezirks Koblenz sowie Garnisonsstadt. Dadurch waren viele Behörden, Beamte, das Militär und weitere Institutionen, die ihre Nähe suchten, hier angesiedelt. Auch für Ausflügler, die mit der Bahn, Dampfschiffen, Kutschen oder zu Fuß in die Stadt kamen, war Koblenz ein beliebtes Ziel.
1883 beschloss die Stadtverordnetenversammlung deshalb, zwischen der inneren Stadt und der Vorstadt eine Pferdebahn einzuführen.
1886 kam es schließlich zur Unterzeichnung eines Vertrags mit den Unternehmern Alexander von Stülpnagel und Wilhelm August von Tippelskirch. Infolgedessen wurde im Handelsregister die „Coblenzer Straßenbahn-Gesellschaft“ unter Leitung von Direktor Wilhelm August Fuhrmann eingetragen.
Der Betrieb begann am 28. Mai 1887 mit einer Linie. In den folgenden Jahren wurden die bestehenden Strecken erweitert und weitere Stadtteile erschlossen. 1897 gab es bereits vier Linien. 1893 wurde auf einem 12,3 Kilometer langen Streckennetz 802.275 Fahrgäste befördert. Hierzu standen 25 Wagen und 72 Pferde zur Verfügung.

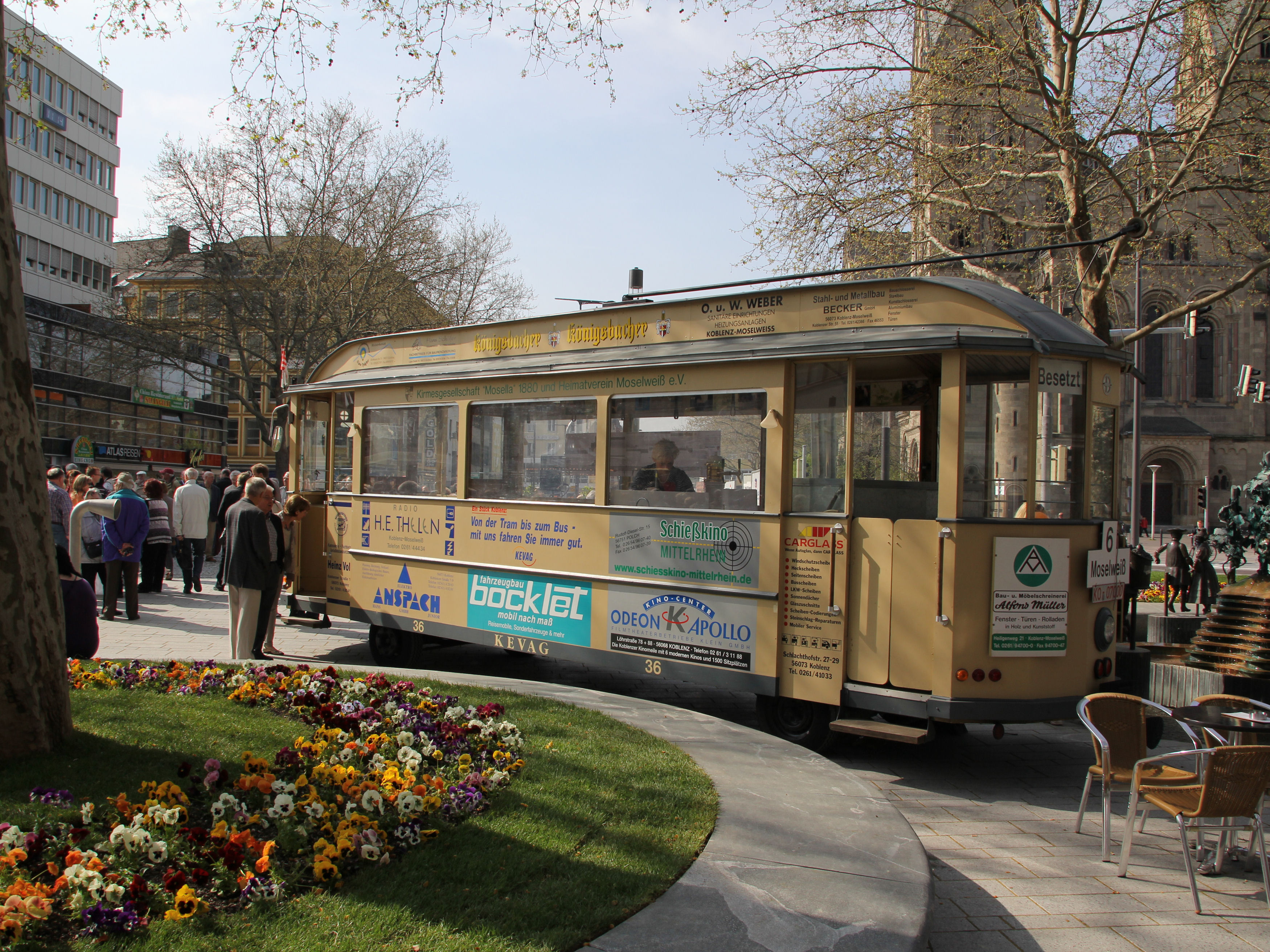
Modell einer Vorkriegs-Straßenbahnwagen bei der Eröffnung der sanierten Löhrstraße am 9. April 2011

Auf Grund des Erfolgs der Pferdebahn wurde in Koblenz sehr früh beschlossen, das Netz zu elektrifizieren. Im Zuge dessen wurde 1896 mit der Umstellung auf elektrische Oberleitungen auch der Bau des dafür notwendigen Kohlekraftwerks beschlossen.
Im selben Jahr wurde am Schützenhof in Koblenz ein Grundstück erworben und die Union-Elektricitäts-Gesellschaft in Berlin mit der Projektierung beauftragt. An dieser Stelle befanden sich bis zur Auflösung die Geschäftsstelle und das Depot der Straßenbahn bzw. der Busse.
Das 1898 fertiggestellte Kohlekraftwerk versorgte nicht nur die Straßenbahn mit Strom, auch Koblenz und Umgebung bezog Elektrizität aus diesem Kraftwerk. Aus dieser Entwicklung heraus ist die Verbindung der beiden Geschäftsbereiche ÖPNV und Elektrizität zu erklären, die sich fortan im Angebot der KEVAG widerspiegelte.
Die erste elektrische Straßenbahn verkehrte seit dem 17. Januar 1899 in Koblenz. Nachdem an diesem Tage im innerstädtischen Bereich mit einer Linie vom Görresplatz zum Schützenhof, wo sich der erste Betriebshof befand, die Pferdebahn ersetzt worden war, konnte ab 8. August 1899 auch auf dem rechten Rheinufer von Pfaffendorf nach Ehrenbreitstein die elektrische Bahn fahren. Bis 1901 wurde die Pferdebahn komplett durch die elektrische Straßenbahn ersetzt. Seitdem wurde das Netz sukzessive erweitert, unter anderem nach Arenberg, Vallendar, Horchheim, Oberlahnstein, Metternich, Bendorf, Sayn, Moselweiß und Höhr.
1912 war mit dem Bau der Strecke von Lützel über Mülheim-Kärlich nach Weißenthurm und Bahnhof Urmitz begonnen worden; sie wurde wegen des Ersten Weltkriegs ebenso wenig vollendet wie die geplante Ausdehnung von Neuendorf nach Kesselheim, von Lahnstein nach Braubach oder von Vallendar nach Engers zur Neuwieder Straßenbahn.
Nach dem Ersten Weltkrieg gab es nur noch kleinere Erweiterungen des Netzes, so ab 11. August 1928 vom Schützenhof zur Insel Oberwerth und ab 20. Dezember 1933 von Niederlahnstein nach Oberlahnstein.
In den 1930er-Jahren bestand folgendes Liniennetz:
- 01 und 2 Stadtlinien in Richtung Schützenhof – Oberwerth
- 03 nach Kapellen-Stolzenfels
- 04 nach Lützel – Neuendorf
- 05 nach Lützel – Metternich
- 06 nach Moselweiß
- 07 nach Vallendar
- 08 nach Bendorf – Sayn
- 09 nach Arenberg
- 10 nach Oberlahnstein
- 11 nach Höhr-Grenzhausen

Damit erschlossen elf Straßenbahnlinien auf einem Netz von fast 52 Kilometern Länge, wovon nur 4,2 Kilometer zweigleisig waren, bis in den Zweiten Weltkrieg hinein nicht nur die Vororte, sondern auch mehrere selbstständige Gemeinden in der Umgebung der Stadt. Daher waren am Kapital im Jahre 1940 außer dem Hauptaktionär, der Gesellschaft für elektrische Unternehmungen in Berlin, die 97,5 % der Aktien besaß, auch der Unterwesterwaldkreis mit 1,67 % und der Landkreis Koblenz mit 0,83 % beteiligt. 1940 waren 82 Triebwagen und 26 Beiwagen im Einsatz.
Zur Straßenbahn-Gesellschaft gehörte auch die Standseilbahn von Kapellen-Stolzenfels (Laubach) zum Rittersturz (sogenannte Rittersturzbahn), die vom 2. Juni 1928 bis zum 25. Oktober 1959 auf einer 400 Meter langen Strecke in Betrieb war. Danach wurde sie wegen Unwirtschaftlichkeit durch eine Omnibuslinie ersetzt, die am 15. April 1960 den Betrieb aufnahm.
Während des Zweiten Weltkriegs begann das Unternehmen, das Straßenbahnnetz durch Oberleitungsbusse zu ersetzen, welche die Liniennummern der Straßenbahn übernahmen. Als erste wurde die jüngste Schienenstrecke vom Bahnhof Vallendar nach Höhr-Grenzhausen am 17. Juli 1941 umgestellt, denn sie war durch Güterverkehr so stark belastet gewesen, dass sich eine Erneuerung nicht mehr rechnete. Im Oktober 1942 wurde diese Linie 11 in Höhr-Grenzhausen um 600 Meter auf 9,3 Kilometer verlängert und erhielt dort eine Wendeschleife. Die vier Obusse wurden in der Wagenhalle von Vallendar abgestellt.
Die nächste Erweiterung des Obusnetzes wurde zwar im Krieg geplant und begonnen, konnte aber erst am 25. Mai 1949 verwirklicht werden. Von der Herz-Jesu-Kirche führte die Linie 12 in das Wohngebiet Karthause, das seit dem 9. Januar 1939 von der ersten Koblenzer Stadtbuslinie bedient worden war. Auf der 2,5 Kilometer langen Strecke war eine starke Steigung zu überwinden, die der Obus besser als der Dieselbus bewältigen konnte.
Die übrigen Straßenbahnstrecken überlebten das Kriegsende trotz starker Kriegsschäden und trotz der Sprengung der Rhein- und Moselbrücken. Allerdings blieb das Netz in einen Teil rechts des Rheins und einen links des Rheins geteilt. Nachdem schon seit dem 14. November 1949 die Buslinie O (Hauptbahnhof – Ehrenbreitstein) den Fluss überquert hatte, stellte ab 18. Juli 1953 eine neue 7,8 Kilometer lange Obuslinie vom Hauptbahnhof nach Vallendar wieder eine elektrische Verbindung über die Pfaffendorfer Brücke her.
Gleichzeitig wurde die Straßenbahnlinie 7 von Ehrenbreitstein nach Vallendar stillgelegt. Das Schienennetz wurde weiter verkleinert, als man am 15. Mai 1954 die Linie 8 von Vallendar nach Bendorf-Sayn (sieben Kilometer) durch Obusbetrieb ersetzte. An die Stelle der Straßenbahnlinie 10 nach Lahnstein trat am 16. Mai 1956 zwar eine Omnibuslinie, aber für die am 29. September 1958 eingestellte Straßenbahnlinie 9 nach Arenberg (4,9 Kilometer) wurde wegen der steilen Strecke eine Obuslinie eingerichtet. Damit war das rechte Rheinufer – wo zeitweise ein „Inselbetrieb“ bestanden hatte – schienenfrei und wurde nur noch durch den Obus bedient.
Der Umfang des Straßenbahnnetzes wurde im Handbuch der öffentlichen Verkehrsbetriebe (HÖV) 1958/59 mit 22,2 Kilometern, der des Obusnetzes mit 25,2 Kilometern angegeben. Nachdem im Jahre 1958 am 3. September auch die Straßenbahnlinie 3 nach Kapellen-Stolzenfels zum letzten Mal gefahren und durch Omnibusse ersetzt worden sowie die Linie 9 am 29. September durch Obusse ersetzt worden war, nahm deren Netz – auf Kosten der Straßenbahn – um rund fünf Kilometer zu. Standen 1958 noch 53 Straßenbahn-Triebwagen und 21 Obusse zur Verfügung, so waren es einige Jahre später schon 29 Obusse mit 17 Anhängern.
Der 5. Mai 1961 brachte das Ende der Linien 4 und 5 nach Neuendorf und Metternich, und bis 27. November 1964 fuhr die Linie 6 von der Herz-Jesu-Kirche nach Moselweiß. Aber noch fast drei Jahre lang zwängten sich die letzten beiden Linien 1 und 2 vom Plan durch die engen Gassen der Altstadt, um zum Hauptbahnhof und weiter zum Schützenhof und nach Oberwerth zu gelangen. Die kleinen zweiachsigen Triebwagen mit ihren Rollenstromabnehmern waren nicht mehr auf dem neuesten Stand der Technik. Am 19. Juli 1967 kam auch für sie das Aus.
Der Obus, der auf dem linken Rheinufer das Schienennetz nicht mehr in nennenswertem Umfang ersetzt hatte, überdauerte die Straßenbahn nur um drei Jahre. Als erste Obuslinie wurde am 15. Juli 1968 die 12 zur Karthause stillgelegt; die älteste Linie, die 11, folgte am 1. Februar 1969. Zwei Jahre später endeten am 1. August 1970 die Linien 7 und 8 vom Hauptbahnhof nach Vallendar und Bendorf-Sayn, und am 30. Oktober 1970 stellte die Linie 9 als letzte Obuslinie in Koblenz ihren Betrieb ein.
Infolge der Ölkrise der 1970er Jahre setzte das Unternehmen ab 1971 versuchsweise fünf Jahre Elektrobusse ein, die ihre Energie aus Batterien entnahmen, die auf einem Anhänger mitgeführt wurden.

### Omnibusverkehr
1953 waren im Omnibusverkehr die Linien A vom Hauptbahnhof nach Immendorf (3. August) und B von der Herz-Jesu-Kirche zur Goldgrube (7. Dezember) eröffnet worden. Am 10. Januar 1955 folgte die Linie C vom Münzplatz nach Wallersheim. Weitere Linien hatten ihren Ausgangspunkt am Hauptbahnhof und fuhren als Linie E nach Arzheim (21. Mai 1958), D nach Mittelweiden (3. September 1958), G nach Urbar (3. Dezember 1962), F zum Industriegebiet (18. Februar 1963) und H zur Horchheimer Höhe (12. Juli 1965). Die Linie J vom Zentralplatz zum Mozartplatz verkehrte nur von 1968 bis 1969.
Als Ersatz für ehemalige Straßenbahnlinien wurden – außer der Linie 10 nach Lahnstein – noch folgende Omnibuslinien eingerichtet:
- 1/2 Rhein – Oberwerth/Schützenhof (1967)
- 3 nach Kapellen-Stolzenfels (1958)
- 4 nach Neuendorf und 5 nach Metternich (1961)
- 6 Herz-Jesu-Kirche – Moselweiß (1964)

1967 betrieb die KEVAG 15 Omnibuslinien (Gesamtlänge 68 km) und fünf Obuslinien (Gesamtlänge 49 Kilometer).
Im Laufe der 1970er Jahre wurden alle noch vorhandenen Buchstaben durch Liniennummern ersetzt (bei einigen Linien gab es nicht über die gesamte Strecke fahrende Wagen, die den Zusatz „a“ erhielten, z. B. Linie 8 nach Bendorf, 8a nur bis Vallendar). Ferner kam es zum Austausch von Linien mit der Kraftpost und der Deutschen Bundesbahn. Die Linien der KEVAG wurden zu zehn Hauptlinien zusammengefasst, so dass in der Innenstadt kaum noch Linienendpunkte verblieben. Daneben gab es noch Ergänzungs- und Verstärkungslinien.

### Fusion mit der EVM
Ende des Jahres 2012 verkaufte die RWE AG ihre Anteile von 57,5 % an der KEVAG für etwa 220 Millionen Euro an die EKO² GmbH. An dem Geschäft waren die Stadt Koblenz, die Stadtwerke Koblenz, Thüga und Energieversorgung Mittelrhein beteiligt.
Zum 1. Juli 2014 wurde die KEVAG mit der Energieversorgung Mittelrhein fusioniert. Das neue Unternehmen trägt ebenfalls den Namen Energieversorgung Mittelrhein AG (kurz evm). Auch das Tochterunternehmen der KEVAG die KEVAG Verkehrs-Service GmbH (kurz KVS) wurde in das neue Unternehmen fusioniert und führte die ÖPNV-Dienstleistungen unter dem Namen evm Verkehrs GmbH in Koblenz und Umgebung durch. Die Konzession der Städtischen Buslinien ist mittlerweile zu einem hundertprozentigen Tochterunternehmen der Stadt Koblenz, den Koblenzer Verkehrsbetrieben, gewechselt.